# 481-es busz (Kecskemét)
A kecskeméti 481-es jelzésű autóbusz a Széchenyi tér és a Talfája köz között közlekedik. A viszonylatot a Kecskeméti Közlekedési Központ megrendelésére az Inter Tan-Ker Zrt. üzemelteti.

## Története
2008. március 1-jétől: Iskolai előadási napokon a Széchenyi térről 6.20, 7.20, 7.50, 13.20, 14.20, 15.20, 16.20, 17.20 és 19.50 órakor induló járatok nem közlekednek. Tanszünetben munkanapokon a Széchenyi térről 7.50, és 19.50 órakor induló járatok nem közlekednek. Szabad- és munkaszüneti napokon egyetlen járat sem közlekedik.
2008. június 14-étől: A Széchenyi térről munkanapokon 11.50 óra helyett 7.50 órakor, továbbá szabad- és munkaszüneti napokon 7.05, 9.50 és 12.50 órakor új autóbuszjárat indul.

## Útvonala
| Széchenyi tér ► Voelkertelep ► Széchenyi tér |
| --- |
| Széchenyi tér vá. – Kápolna utca – Széchenyi körút – Jókai utca – Kada Elek utca – Kerkápoly utca – Talfája köz – Nagy Lajos király körút – Vacsi köz – Hegy utca – Belső Vacsihegyi út – Talfája köz – Nyitra utca – Tisza utca – Talfája köz – Kerkápoly utca – Kada Elek utca – Jókai utca – Hornyik János körút – Széchenyi tér vá. |

## Megállóhelyei
Az átszállási kapcsolatok között az azonos útvonalon közlekedő 169-es és 916-os busz nincs feltüntetve.
| 0  | Széchenyi tér végállomás | |
| 2  | Szövetség tér            | 14D, 16, 21, 22 |
| 3  | Orvosi rendelő           | |
| 4  | Egyetem (KVK)            | |
| 5  | Hévíz utca               | |
| 6  | Talfája köz              | |
| 8  | Nagy Lajos király körút  | |
| 9  | Fodros utca              | |
| 10 | Hegy utca                | |
| 11 | Vereckei utca            | |
| 13 | Nyitra utcai Óvoda       | |
| 14 | Mátra utca               | |
| 16 | Egyetem (KVK)            | |
| 18 | Orvosi rendelő           | |
| 20 | Piaristák tere           | 1, 2D, 2S, 7, 7C, 11, 11A, 15, 16, 19, 32 Helyközi buszok                                                          |
| 22 | Széchenyi tér végállomás | 2, 2A, 2D, 2S, 3, 4, 4A, 4C, 5, 6, 7, 7C, 10, 11, 11A, 12, 13, 13D, 13K, 14, 16, 18, 20, 20H, 23, 23A, 28, 29, 34A |